# Елена Шубич
 Тази статия е за хърватската аристократка.  За съпругата на брат ѝ, и дъщеря на крал Стефан Дечански, вижте Елена Неманич Шубич.  
Елена Шубич или на йекавски изговор Йелена Шубич (ок. 1306 – 10 април 1378 г.) е средновековна благородничка от Брибир с произход от хърватското семейство Шубичи, апанажни владетели под короната на свети Стефан на т.нар. Загора.
Родена е в началото на XIV век. Дъщеря е на Юрай II Шубич и съпругата му Лелке. Елена Шубич била омъжена за Владислав Котроманич и от този брак родила сина си Твърдко I. Впоследствие тя станала свекърва на Доротея Срацимир.